# Åtta Bier Ti Min Far
Åtta Bier Ti Min Far är ett rockband som bildades 1987 i Ystad. I efterhand har dock medlemmarna flyttat från Ystad till Malmö. Åtta Bier spelar en slags bonnig rock på bredaste Ystad-dialekt där de varvar allt från punk till country. Vad texterna handlar om brukar variera, men de mest representerade ämnena är kärlek och livsåskådning. Patrik Strand som skriver de allra flesta låtarna har en ganska speciell stil när det gäller låttexter. Trots att han använder många svåra ord, är texterna ändå alltid underifrån och som ett avståndstagande från etablissemang och akademiker. Namnet fick de av att det var det viktigaste i standardfrasen man berättade som liten när man var på närköpet. "En Kvällsposten och åtta bier ti min far". Bandet släppte sina skivor på sitt eget bolag Raka Puckar Records. Vid sidan av 8 Bier hade flera av bandmedlemmarna ett sidoprojekt där de spelade punkversioner av Edvard Persson-låtar, Wisex Pistols.

## Diskografi

### EP
- Guppy-EPn (1989)
- Opel Kapitän (EP) (1990)
- Karrajävel (1991)

### CD
- Kärlek och fotboll (1992)
- Pallar inte med... (1993)
- Kinapuff! (1994)
- E6an Söderut (1995)
- En ny bunke tricks (1998)

### DVD
- Vi spelar utifrån det syftet att alla har ett jobb (jubileums-DVD utgivet till 20-årsjubileet 2007, inspelad 1990-2007)

## Medlemmar
- Christer Nilsson - Sång (från 1995) och gitarr (medlem från 1992)
- Daniel Nilsen - Gitarr
- Bengt Glemvik - Bas (från 1995)
- Patrik Strand - Trummor